# Liste des territoires du Saint-Empire (D)

Evolution du territoire du Saint-Empire (962-1806).

Ci-dessous la liste des états du Saint-Empire romain germanique commençant par la lettre D. Le tableau présente, de gauche à droite :
1. Le blason du territoire lorsqu'il est présent.
2. Le nom (francisé) du territoire.
3. Le statut du territoire (notamment, s'il bénéficie de l'immédiateté impériale ou le cas échéant son suzerain local).
4. Le type de territoire (voir la section Organisation).
5. Ses dates d'appartenance au Saint-Empire.
6. Le cercle impérial auquel il appartient et la date de son intégration.
7. Son siège à la Diète d'Empire.
8. Le ou les entité(s) qui lui a/ont précédé(s).
9. Le ou les entité(s) qui lui a/ont succédé(s).
10. Les pays et subdivisions (Länder allemands et autrichiens, provinces néerlandaises et belges, départements français, cantons suisses etc.) d'aujourd'hui qui recouvrent tout ou une partie de l'ancien territoire impérial.

## Liste des territoires du Saint-Empire (D)
| Blason    | Territoire           | Type                  | Statut                                                     | Dates                     | Cercle                                               | Banc                                                                              | Entité(s) précédente(s)                                        | Entité(s) suivante(s)                            | Pays actuel(s) et subdivision(s)                                  |
| --------- | -------------------- | --------------------- | ---------------------------------------------------------- | ------------------------- | ---------------------------------------------------- | --------------------------------------------------------------------------------- | -------------------------------------------------------------- | ------------------------------------------------ | ----------------------------------------------------------------- |
|           | Dabo ou Dagsbourg    | Comté                 | Immédiateté impériale                                      | XIe siècle-1793           | Haut-Rhin                                            |                                                                                   | Duché de Souabe (comté de Nordgau)                             | République française                             | France (Moselle, Bas-Rhin)                                        |
|           | Dagstuhl             | Seigneurie            | Immédiateté impériale                                      | v.1270-XVIIe siècle       | Haut-Rhin (1500)                                     |                                                                                   | Principauté épiscopale de Trèves                               | Principauté épiscopale de Trèves                 | Sarre                                                             |
|           | Daun                 | Seigneurie            |                                                            | 1163-1682                 |                                                      |                                                                                   | Création                                                       | [ 2 ]                                            | District de Vulkaneifel (Rhénanie-Palatinat)                      |
|           | Dauphiné de Viennois | Principauté           | Fief du dauphin de Viennois                                | 1142 - 1349               |                                                      |                                                                                   | Comtés d'Albon-Viennois, de Briançonnais, de Grésivaudan       | Royaume de France (province du Dauphiné)         | France (trois départements) Région «AuRhAlp» Région «Sud»         |
|           | Delmenhorst          | Comté                 | Fief de la maison d'Oldenbourg                             | XIIIe-1420                |                                                      |                                                                                   | Château de Delmenhorst (comté d'Oldenbourg)                    | Principauté archiépiscopale de Brême             | Delmenhorst (Basse-Saxe)                                          |
| 1421-1447 | Delmenhorst          | Comté                 | Fief de la maison d'Oldenbourg                             |                           |                                                      |                                                                                   | Comté d'Oldenbourg                                             |                                                  | Delmenhorst (Basse-Saxe)                                          |
| 1597-1647 | Delmenhorst          | Comté                 | Fief de la maison d'Oldenbourg                             |                           |                                                      |                                                                                   | Comté d'Oldenbourg                                             |                                                  | Delmenhorst (Basse-Saxe)                                          |
|           | Deux-Ponts           | Comté                 | Fief de la principauté épiscopale de Metz                  | 1182-fin XIIIe-début XIVe |                                                      |                                                                                   | Comté de Sarrebruck                                            | Comté de Deux-Ponts-Bitche, Palatinat-Deux-Ponts | Allemagne (Rhénanie-Palatinat, Sarre), France (Moselle)           |
|           | Deux-Ponts           | Comté palatin         | Fief de la maison de Wittelsbach ? Immédiateté impériale ? | 1394-1797                 | Haut-Rhin                                            | Banc laïque (voix virile)                                                         | Palatinat-Simmern-Deux-Ponts, comtés de Veldenz, de Deux-Ponts | Première république (Mont-Tonnerre)              | Allemagne (Rhénanie-Palatinat, Sarre), France (Moselle, Bas-Rhin) |
|           | Deux-Ponts-Bitche    | Comté                 | Fief des comtes de Sarrebruck                              | 1286-1572                 |                                                      |                                                                                   | Comté de Deux-Ponts                                            | Comté de Bitche (duché de Lorraine)              | Allemagne (Rhénanie-Palatinat, Sarre), France (Moselle)           |
|           | Diepholz             | Seigneurie            | Fief allodial                                              | XIIe-1512                 |                                                      |                                                                                   | Duché de Saxe                                                  |                                                  | Basse-Saxe                                                        |
| Comté     | Diepholz             | Immédiateté impériale | 1512-1585                                                  | Bas-Rhin-Westphalie       | Banc des comtes de Westphalie du Collège des Princes |                                                                                   | Duché de Brunswick-Lunebourg                                   |                                                  | Basse-Saxe                                                        |
|           | Dietrichstein        | Principauté           | Immédiateté impériale                                      | XVIIe-1806                |                                                      | Banc laïque (voix virile) du Collège des Princes                                  |                                                                | Royaume de Wurtemberg                            | Autriche (Carinthie), Tchéquie (Moravie)                          |
| [ 8 ]     | Dinkelsbühl          | Ville d'Empire        | Immédiateté impériale                                      | 1351-1802                 | Souabe                                               | Banc souabe du Collège des Villes libres                                          | Maison de Hohenstaufen                                         | Electorat de Bavière                             | Dinkelsbühl (Bavière)                                             |
|           | Dohna                | Burgraviat            | Fief impérial                                              | 1156-v.1400               |                                                      |                                                                                   | Duché de Saxe ?                                                | Marche de Misnie                                 | Dohna (Saxe)                                                      |
| [ 8 ]     | Donauwörth           | Ville libre           | Immédiateté impériale                                      | 1301-1714                 |                                                      |                                                                                   | Duché de Haute-Bavière                                         | Electorat de Bavière                             | Donauwörth (Bavière)                                              |
| [ 8 ]     | Dortmund             | Ville libre           | Immédiateté impériale                                      | 1236-1803                 |                                                      | Banc rhénan du Collège des Villes libres                                          | Duché de Saxe ?                                                | Principauté de Nassau-Orange-Fulda               | Dortmund (Rhénanie-du-Nord-Westphalie)                            |
| [ 8 ]     | Drenthe              | Comté                 | Immédiateté impériale                                      | 1046-1528                 | Bourgogne                                            |                                                                                   | Principauté épiscopale d'Utrecht                               | Pays-Bas des Habsbourg                           | Pays-Bas (Drenthe)                                                |
|           | Dyck                 | Seugneurie            | Immédiateté impériale                                      | XIe?/XIVe/1621-1806       | Westphalie                                           | Banc laïque (voix curiale - Banc des comtes de Westphalie) du Collège des Princes | Maison de Salm-Reifferscheidt                                  | Royaume de Prusse                                | Château de Dyck et château d'Alfter (Rhénanie-du-Nord-Westphalie) |

### Sources
- (de) Karl Zeumer, Heeresmatrikel von 1422, Tübingen, Verlag von J.C.B. Mohr (Paul Siebeck), 1913, 2e éd. (1re éd. 1422).
- (de) Karl Zeumer, Reichsmatrikel von 1521, Tübingen, Verlag von J.C.B. Mohr (Paul Siebeck), 1913, 2e éd. (1re éd. 1521).
- (de) Verzeichnis der Reichskreise von 1532, Augsburg, Heinrich Steiner, 1532.
- (de) Reichsmatrikel beruhend auf den Beschlüssen des Nürnberger Exekutionstages, 1663, 3e éd.

### Cartes
- Cartes avec les frontières actuelles
- « Cartothèque »

- L'Empire de Charles Quint (XVIe siècle)
- « Assembler le Saint-Empire romain germanique : 1648 » sur YouTube

### Autres ressources
- (en) The Holy Roman Empire Association
- (en) Article sur Britannica
- Quizz sur les états de 1356